# Mouse (serie de televisión)
Mouse (en hangul, 마우스; romanización revisada, Mauseu), es una serie surcoreana, transmitida del 3 de marzo de 2021 hasta el 20 de mayo del mismo año a través de la tvN. La serie fue protagonizada por Lee Seung-gi, Lee Hee-joon, Park Ju-hyun y Kyung Soo-jin.

## Sinopsis
Jung Ba-reum es un oficial de policía cuya vida cambia cuando se encuentra con un asesino en serie psicópata y se une a la investigación del detective Ko Moo-chi para descubrir la verdad detrás de los comportamientos psicópatas. La serie plantea la pregunta de si es posible detectar a un psicópata desde el útero de la madre utilizando pruebas genéticas fetales. Más aún, si el niño en el útero es un psicópata, ¿sería prudente permitir su nacimiento?.

## Elenco

### Personajes principales[8]
- Lee Seung-ki como Jung Ba-reum / Jung Jae-hoon, Es un oficial de policía cuya vida cambia después de la confrontación con un asesino psicópata que ha aterrorizado a todo el país.
  - Kim Kang-hoon como Ba-reum (de joven).[9]
  - Seo Woo-jin como Ba-reum (de pequeño, ep. #1).
- Lee Hee-joon como Ko Moo-chi, es un detective a quien le importa un bledo las reglas y que está dispuesto a recurirr a cualquier método con tal de atrapar a los criminales, entre ellos al asesino de sus padres.[10]
  - Seo Dong-hyun como Moo-chi (de adolescente).
  - Song Min-jae como Moo-chi (de pequeño).
- Park Joo-hyun como Oh Bong-yi, es una dura estudiante de último año de secundaria que vive sola con su abuela y es experta en artes marciales. Cada vez que se encuentra con Jung Ba-reum, el policía del vecindario los dos terminan discutiendo entre sí de manera divertida.[11][12][13]
  - Joo Ye-rim como Bong-yi (de pequeña).
- Kyung Soo-jin como Choi Hong-joo / Park Hyun-soo, es una talentosa directora de producción conocida como "Sherlock Hong-joo", quien alberga un secreto que la obligó a enredarse con un asesino durante su infancia.[14][15]
  - Kim Soo-in como Hong-joo (de pequeña, ep. #8).
  - Park So-yi como Hong-joo (de pequeña, ep. #1).

### Personajes secundarios
- Ahn Nae-sang como Park Doo-seok.
- Ahn Jae-wook como el doctor Han Seo-joon[16]
- Kim Jung-nan como Sung Ji-eun, la esposa de Seo-joon.
- Pyo Ji-hoon (P.O) como un novato detective que trabaja bajo el mando del detective Ko Moo-chi.[17]
- Kwon Hwa-woon como Sung Yo-han.
- Woo Ji-hyun como Koo Dong-koo.[18]
- Shin Ha-young como Song Soo-jung, víctima de un psicópata.[19]
- Kim Young-jae como Ko Moo-won.[20][21]
  - Cho Yeon-ho como Moo-won (de pequeño).
- Kang Mal-geum como la tía de Ba-reum.[22]

### Apariciones especiales
- Kim Young-ok como Kim Gat-nam, la abuela de Oh Bong-yi - (ep. #1-3).
- Cho Jae-yoon como Daniel Lee - (ep. #11).[23]
- Kim Yo-han como un paciente de trasplante de cerebro - (ep. #20).

## Episodios
La serie está conformada por veinte episodios, los cuales fueron emitidos todos los miércoles y jueves a las 22:30.
El 7 de abril de 2021, en lugar de emitirse el episodio once, se transmitió un episodio especial. El equipo de producción del drama explicó que: “Después del décimo episodio, el contexto general de la historia y la atmósfera de trabajo cambiarán, y los espectadores disfrutarán prediciendo las subtramas y giros. A través del episodio especial, mejoraremos la comprensión de los espectadores de la narrativa anterior y proporcionaremos expectativas para el desarrollo futuro de la trama. La segunda mitad de 'Mouse' contará con historias intensas e impredecibles, así que espérenlo”.

### Audiencia
Los números en color rojo indican las calificaciones más altas, mientras que los números en azul indican las calificaciones más bajas.
| Ep.      | Fecha de emisión    | Porcentaje de audiencia (AGB Nielsen) | Porcentaje de audiencia (AGB Nielsen) |
| Ep.      | Fecha de emisión    | Nacional                              | Seúl                                  |
| -------- | ------------------- | ------------------------------------- | ------------------------------------- |
| 1        | 3 de marzo de 2021  | 4.948 %                               | 5.370 %                               |
| 2        | 4 de marzo de 2021  | 4.044 %                               | 4.886 %                               |
| 3        | 10 de marzo de 2021 | 5.985                                 | 6.461                                 |
| 4        | 11 de marzo de 2021 | 6.202                                 | 7.160                                 |
| 5        | 17 de marzo de 2021 | 5.796                                 | 6.929                                 |
| 6        | 18 de marzo de 2021 | 6.672                                 | 7.530                                 |
| 7        | 24 de marzo de 2021 | 5.502                                 | 6.324                                 |
| 8        | 25 de marzo de 2021 | 6.414                                 | 7.362                                 |
| 9        | 31 de marzo de 2021 | 5.563                                 | 5.908                                 |
| 10       | 1 de abril de 2021  | 5.604                                 | 6.233                                 |
| Especial | 7 de abril de 2021  | 3.069 %                               | 3.191 %                               |
| 11       | 8 de abril de 2021  | 5.394 %                               | 5.673 %                               |
| 12       | 14 de abril de 2021 | 5.163 %                               | 5.871 %                               |
| 13       | 15 de abril de 2021 | 5.374 %                               | 5.725 %                               |
| 14       | 21 de abril de 2021 | 4.964 %                               | 5.528 %                               |
| 15       | 22 de abril de 2021 | 4.901 %                               | 5.040 %                               |
| 16       | 5 de mayo de 2021   | 5.003 % (2.ª)                         | 5.617 % (2.ª)                         |
| 17       | 6 de mayo de 2021   | 5.392 % (2.ª)                         | 6.036 % (2.ª)                         |
| 18       | 12 de mayo de 2021  | 5.479 % (1.ª)                         | 5.933 % (1.ª)                         |
| 19       | 13 de mayo de 2021  | 5.603 % (1.ª)                         | 6.060 % (1.ª)                         |
| 20       | 19 de mayo de 2021  | 6.246 % (1.ª)                         | 6.902 % (1.ª)                         |
| Promedio | Promedio            | 5.542 %                               | 6.167 %                               |

### Spin-off
El 23 de abril de 2021 se anunció que la serie tendría dos episodios especiales titulados "Mouse: The Predator", en los que destacarán las narrativas ocultas en el drama que los espectadores pueden haber pasado por alto en la primera visualización de los episodios de la serie.

## Banda sonora

### Parte 1
| Released on 2021 de marzo del 11 |                      |                       |          |  |
| N.º                              | Título               | Artista               | Duración |  |
| 1.                               | «It's Okay» (괜찮아) | Sojung (Ladies' Code) | 3:26     |  |
| 2.                               | «It's Okay» (inst.)  |                       | 3:26     |  |

### Parte 2
| Released on 2021 de marzo del 17 |                    |         |          |  |
| N.º                              | Título             | Artista | Duración |  |
| 1.                               | «Too Late»         | Horim   | 2:57     |  |
| 2.                               | «Too Late» (inst.) |         | 2:57     |  |

### Parte 3
| Released on 2021 de abril del 1 |                                     |         |          |  |
| N.º                             | Título                              | Artista | Duración |  |
| 1.                              | «A Rat In The Trap» (독 안에 든 쥐) | Giriboy | 3:31     |  |
| 2.                              | «A Rat In The Trap» (inst.)         |         | 3:31     |  |

### Part 4
| Released on 2021 de abril del 14 |                   |         |          |  |
| N.º                              | Título            | Artista | Duración |  |
| 1.                               | «Duality»         | Lee In  | 3:23     |  |
| 2.                               | «Duality» (inst.) |         | 3:23     |  |

### Part 5
| Released on 2021 de abril del 28 |                 |         |          |  |
| N.º                              | Título          | Artista | Duración |  |
| 1.                               | «Twice»         | Marvin  | 3:20     |  |
| 2.                               | «Twice» (inst.) |         | 3:20     |  |

## Premios y nominaciones
| Año  | Categoría              | Premio                   | Nominado     | Resultado |
| ---- | ---------------------- | ------------------------ | ------------ | --------- |
| 2021 | Mejor actor de reparto | 57th Baeksang Arts Award | Lee Hee-joon | Nominado  |
| 2021 | International Panorama | Festival Séries Mania    | Mouse        | [ 53 ]    |

## Producción
Mouse será dirigida por Kang Cheol-woo, quien contará con el guionista Choi Ran.
En abril de 2020, se ofreció a Lee Seung-gi y Choi Jin-hyuk protagonizar la serie. En junio, se confirmó a Lee Seung-gi para interpretar a un oficial de policía novato. 935 Entertainment informó el 4 de agosto que Park Ju-hyun estaba considerando positivamente aparecer en el drama. YG Entertainment anunció el 21 de octubre que Kyung Soo-jin estaba revisando positivamente unirse al elenco del drama.
El 29 de octubre, informes revelaron que PO participaría en el nuevo drama de tvN, después de que ser visto asistiendo a la lectura del guion y un representante de la cadena confirmó: "Es cierto que PO protagonizará el nuevo drama Mouse".
La primera lectura del guion se realizó en octubre de 2020.
La serie será emitida a través de tvN.

### Recepción
El 21 de abril de 2021, Good Data Corporation compartió su nueva clasificación de los dramas y miembros del elenco que generaron más revuelo durante la semana del 12 al 18 de abril del mismo año. Las listas se compilaron a partir del análisis de artículos de noticias, publicaciones de blogs, comunidades en línea, videos y publicaciones en redes sociales sobre los dramas que están actualmente al aire o que saldrán al aire próximamente. La serie obtuvo el puesto número seis en la lista de dramas, mientras que el actor Lee Seung-gi ocupó el 2.º. puesto dentro de los diez miembros del elenco más comentados de la semana.
El 28 de abril de 2021, la clasificación de Good Data Corporation durante la semana del 19 al 25 de abril del mismo año, ubicó a la serie en el puesto número tres en la lista de dramas, mientras que el actor Lee Seung-gi mantuvo el 2.º. puesto dentro de los diez miembros del elenco más comentados de la semana.
A finales de abril de 2021 se anunciaron las 5 mejores series o programas coreanos más vistos en el mes por la audiencia a través del portal Viki, entre ellas: River Where the Moon Rises, Mouse, Kingdom: Legendary War, Freak y Sell Your Haunted House.
El 8 de mayo de 2021, Good Data Corporation compartió la nueva clasificación de la semana del 26 de abril al 2 de mayo, la serie obtuvo el puesto número cuatro en la lista de dramas, mientras que el actor Lee Seung-gi ocupó el 5.º puesto dentro de los diez miembros del elenco más comentados de la semana.
El 16 de mayo de 2021, según la clasificación de Good Data Corporation durante la semana del 3 al 9 de mayo la serie obtuvo el primer dos en la lista de dramas, mientras que el actor Lee Seung-gi ocupó el puesto no. 1 dentro de los diez miembros del elenco más comentados de la semana.
El 18 de mayo de 2021, Good Data Corporation compartió la clasificación de los dramas y miembros del 10 al 16 de mayo del mismo año. La serie obtuvo el puesto número tres en la lista de dramas, mientras que el actor Lee Seung-gi ocupó el puesto no. 3 dentro de los diez miembros del elenco más comentados de la semana.
El 25 de mayo de 2021, Good Data Corporation publicó la clasificación de la semana del 17 al 23 de mayo en donde la serie obtuvo el puesto número 4 en la lista de dramas, mientras que el actor Lee Seung-gi ocupó el puesto no. 4 dentro de los diez miembros del elenco más comentados de la semana.